# Philippe Hinschberger
Philippe Hinschberger (nacido el 19 de noviembre de 1959 en Algrange, Francia) es un exfutbolista y entrenador de fútbol francés. Actualmente dirige al Chamois Niortais.

## Carrera como jugador
En su etapa como futbolista, jugaba de centrocampista. Desarrolló toda su carrera en el FC Metz, equipo en el cual se formó como jugador y con el que debutó en 1977. Ganó la Copa de Francia en 1984 y 1988 y se retiró en 1992.

## Carrera como entrenador
Como entrenador, comenzó su trayectoria en el CS Louhans-Cuiseaux. Posteriormente, dirigió a Chamois Niortais (en dos etapas), Le Havre y Stade Lavallois, manteniéndose 7 años al frente de este último equipo.
El 17 de junio de 2014, firmó por el US Créteil-Lusitanos; pero su experiencia en este club apenas duró unos meses, dimitiendo a finales de año por una serie de malos resultados.
Se incorporó al FC Metz el 23 de diciembre de 2015, y logró llevarlo a la Ligue 1 al año siguiente, ascendiendo a la élite por un solo gol de diferencia. Sorprendentemente, consiguió situar a su equipo en 3.ª posición tras las 4 primeras jornadas de la Ligue 1 2016-17, aunque pronto entró en declive y concluyó la primera vuelta del torneo como 18.º clasificado. Finalmente, logró la permanencia a falta de 2 jornadas para el término del campeonato. Continuó en el cargo hasta que fue despedido el 22 de octubre de 2017, tras perder 9 de los 10 primeros partidos de la Ligue 1 2017-18.
El 22 de junio de 2018, se incorporó al Grenoble Foot 38. Bajo su dirección, el equipo francés terminó 9.º en la Ligue 2 2018-19 y en la Ligue 2 2019-20, mejorando al 4.º puesto en la Ligue 2 2020-21.
El 17 de junio de 2021, firmó por el Amiens SC. El 3 de abril de 2023, el club anunció su destitución a causa de una mala racha de resultados que alejaron al equipo de las primeras posiciones.
Poco después, en julio de 2023, inició su tercera etapa al mando del Chamois Niortais.

## Clubes

### Como jugador
| Club    | País    | Temporada | Partidos | Goles |
| ------- | ------- | --------- | -------- | ----- |
| FC Metz | Francia | 1977-1992 | 483      | 74    |

### Como entrenador
| Club                 | País    | Temporada | P   | PG  | PE  | PP  | % v.   |
| -------------------- | ------- | --------- | --- | --- | --- | --- | ------ |
| CS Louhans-Cuiseaux  | Francia | 1997-2001 |     |     |     |     |        |
| Chamois Niortais     | Francia | 2001-2004 | 114 | 38  | 40  | 36  | 45.03% |
| Le Havre             | Francia | 2004-2005 | 30  | 7   | 7   | 16  | 31.11% |
| Chamois Niortais     | Francia | 2005-2007 | 25  | 3   | 9   | 13  | 28%    |
| Stade Lavallois      | Francia | 2007-2014 | 190 | 54  | 63  | 73  | 39.47% |
| US Créteil-Lusitanos | Francia | 2014      | 17  | 5   | 7   | 5   | 43.14% |
| FC Metz              | Francia | 2015-2017 | 71  | 25  | 12  | 34  | 40.85% |
| Grenoble Foot 38     | Francia | 2018-2021 | 93  | 33  | 30  | 30  | 46.24% |
| Amiens SC            | Francia | 2021-2023 |     |     |     |     |        |
| Chamois Niortais     | Francia | 2024-     |     |     |     |     |        |
| Total                | Total   | Total     | 540 | 165 | 168 | 207 | 40.93% |